# Stenalcidia gofa
Stenalcidia gofa là một loài bướm đêm trong họ Geometridae.